# Sabrina, a tiniboszorkány – Éljen a barátság!
A Sabrina, a tiniboszorkány – Éljen a barátság (eredeti címén Sabrina: Friends Forever) egész estés amerikai–kanadai televíziós rajzfilm, amelyet Scott Heming rendezett,  a Sabrina című animációs tévéfilmsorozat alapján készült. A forgatókönyvet Carter Crocker és Pamela Pettler írta, a DIC Entertainment készítette, a Archie Comics forgalmazta.
Amerikában 2002. október 6-án a Nickelodeon-on vetítették le, Magyarországon 2013. szeptember 27-én a KidsCo-n adták le, 2014. szeptember 27-én az M2-n ismételték meg, 2013. szeptember 27-én pedig DVD-n is kiadták.

## Ismertető
|  | Alább a cselekmény részletei következnek! |

Sabrina félig boszorkány és félig ember. A családja 13. születésnapjának ünneplésére készül. A két nagynénikéjétől, Hildától és Zeldától már korábban értesül róla, hogy az apai ágáról boszorkányok voltak az összes rokonai. Most, hogy már maga is felfedezte ezt, azóta ezeket a tulajdonságokat véli és ezt jóra fordítani akarja. A barátaival ebből kifolyólag, folyamatos zűrökbe keveredik, de az örökletes tulajdonságainak, bármikor nagy hasznát veszi. A boszorkányvilágban teljes boszorkánnyá akar válni. Ez a kívánsága csak úgy teljesülhet, ha egy még egy félig boszorkány pedig teljes emberré változik. Az varázsfa teljesíti kívánságát. Mivel a boszorkányvilágban teljes embernek nincsen helye, ezért szoborrá dermed az egyik barátja. Ezek után ezt a kívánságát meg akarja szüntetni. A teljes boszorkány erejével megpróbálja, ezt a kívánságát megszüntetni. A főboszorkány segítségével végül sikerül visszavonni ezt a kívánságát és barátja újra életre kell valamint félig boszorkányként. Sabrinát félboszorkányos tehetségégért is végül megjutalmazzák.
|  | Itt a vége a cselekmény részletezésének! |

## Szereposztás
| Szereplő            | Eredeti hang                                                                                   | Magyar hang       |
| ------------------- | ---------------------------------------------------------------------------------------------- | ----------------- |
| Sabrina J. Spellman | Britt McKillip                                                                                 | Roatis Andrea     |
| Sabrina J. Spellman | A főszereplő, aki egy csintalan boszorkány, bár csak félig boszorkány, és félig pedig halandó. |                   |
| Nicole Candler      | Alexandra Carter                                                                               | Vadász Bea        |
| Nicole Candler      | Sabrina legjobb barátnője, aki szintén félig boszorkány, és félig halandó.                     |                   |
| Salem Saberhagen    | Louis Chirillo                                                                                 | Forgács Gábor     |
| Salem Saberhagen    | Sabrina macskája, aki egy varázslóemberből vált macskává.                                      |                   |
| Hilda Spellman      | Moneca Stori                                                                                   | Ősi Ildikó        |
| Hilda Spellman      | Sabrina nagynénje, és a Spellman nővérek fiatalabbik tagja.                                    |                   |
| Zelda Spellman      | Tina Bush                                                                                      | Madarász Éva      |
| Zelda Spellman      | Sabrina másik nagynénje, és Hilda nővére.                                                      |                   |
| Portia              | Carly McKillip                                                                                 | Dögei Éva         |
| Portia              |                                                                                                |                   |
| Boszorkány királynő | Jane Mortifee                                                                                  | Tóth Judit        |
| Boszorkány királynő |                                                                                                |                   |
| Miss Bűbáj          | Merrilyn Gann                                                                                  | Halász Aranka     |
| Miss Bűbáj          |                                                                                                |                   |
| A tudás fája        | Garry Chalk                                                                                    | Dobránszky Zoltán |
| A tudás fája        |                                                                                                |                   |
| Bree                | Vanessa Morley                                                                                 | Böhm Anita        |
| Bree                |                                                                                                |                   |
| Nyúlszív            | Samuel Vincent                                                                                 | Breyer Zoltán     |
| Nyúlszív            |                                                                                                |                   |
| Mr. Penész          | Dale Wilson                                                                                    | Várkonyi András   |
| Mr. Penész          |                                                                                                |                   |
| Britney             | –                                                                                              | Simonyi Piroska   |
| Britney             | –                                                                                              |                   |
| Miss Toka           | –                                                                                              | Némedi Mari       |
| Miss Toka           | –                                                                                              |                   |
| Hajbók              | –                                                                                              | Szűcs Sándor      |
| Hajbók              | –                                                                                              |                   |
| Madár a tudás fáján | –                                                                                              | Kapácsy Miklós    |
| Madár a tudás fáján | –                                                                                              |                   |

## A magyar változat munkatársai
- Magyar szöveg: Juhász Erika és Fekete Egon
- Hangmérnök: Házi Sándor
- Gyártásvezető: Kovács Mariann
- Szinkronrendező: Vági Tibor

A szinkront a Mirax megbízásából, a Masterfilm Digital készítette.